# バフムートの戦い
バフムートの戦い（バフムートのたたかい）は、2022年に始まったロシアによるウクライナ侵攻のうち、ドネツィク州バフムート（バフムト、ロシア名・アルチェモフスク）の支配権をめぐるロシア連邦軍及びワグネル・グループとウクライナ軍による一連の軍事衝突である。
ウクライナ東部攻勢におけるドンバスの戦いの一環。
双方が大量の人的及び物的資源を投入したことに加え、膠着状態に陥り大量の死傷者を出したことから「ウクライナ戦争で最も血まみれで残酷で残忍なセクター」とも言われた。

## 背景
ウクライナ東部のドンバス地方では2014年以来、ウクライナと、ロシア連邦および親ロシア派の対立・衝突が続いていた（ドンバス戦争）。
かつては人口7万人の都市で東部ドンバスの交通網の中枢でもあったバフムートは、マイダン革命が行われた2014年以降、NATO（北大西洋条約機構）の支援も受けながら、全都市の要塞化を進めてきた。
バフムート市内にはコンクリートの堅固な要塞陣地が築かれ、大量の武器・弾薬が備蓄され、要所には戦車、各種の対戦車・対空ミサイルが掩体内に配備され、陣地帯の周囲には何重もの地雷原や対戦車障害などが設けられた。
2022年2月24日、ロシアはウクライナ各地へ侵攻を開始し、一部を支配下に置いていたドネツィク州とルハーンシク州からも部隊を進撃させ（ウクライナ東部攻勢）、セベロドネツクと7月初旬のリシチャンシクでの戦闘後、ロシアと分離主義勢力はルハーンシク州全域を占領し、戦場は隣接するドネツィク州のスラヴャンスク、バフムート、ソレダルの各都市に移った。
ロシア連邦軍は開戦3カ月後の2022年5月からバフムートへの攻撃を開始し、以来、バフムートでは攻防戦が続いてきた。

## 戦闘経過
ロシア連邦軍は5月17日からバフムートへの砲撃を開始し、2歳の子供を含む5人が死亡した。5月22日にポパスナが陥落し、ウクライナ軍はバフムートの陣地を強化するために同市から撤退した。その間、ロシア連邦軍はバフムート‐リシチャンシク高速道路を前進し、リシチャンシク‐セベロドネツク地域に残っているウクライナ軍が危険に晒された。高速道路沿いのロシア連邦軍の検問所は後に破壊されたが、5月30日にコンスタンチノフカ - バフムート高速道路沿いで戦闘が再開し、ウクライナ軍は高速道路の防衛に成功した。
バフムートの砲撃は6月から7月にかけて続き、7月3日に始まったシヴェルシクの戦い後、エスカレートした。7月25日、ウクライナ軍はヴフレヒルスカ発電所とその近くの町ノヴォルハンスケから撤退し、ロシア連邦軍と分離主義勢力にバフムートに対する「小さな戦術的アドバンテージ」を与えた。2日後の7月27日、ロシアはバフムートを砲撃し、民間人3人が死亡、3人が負傷した。

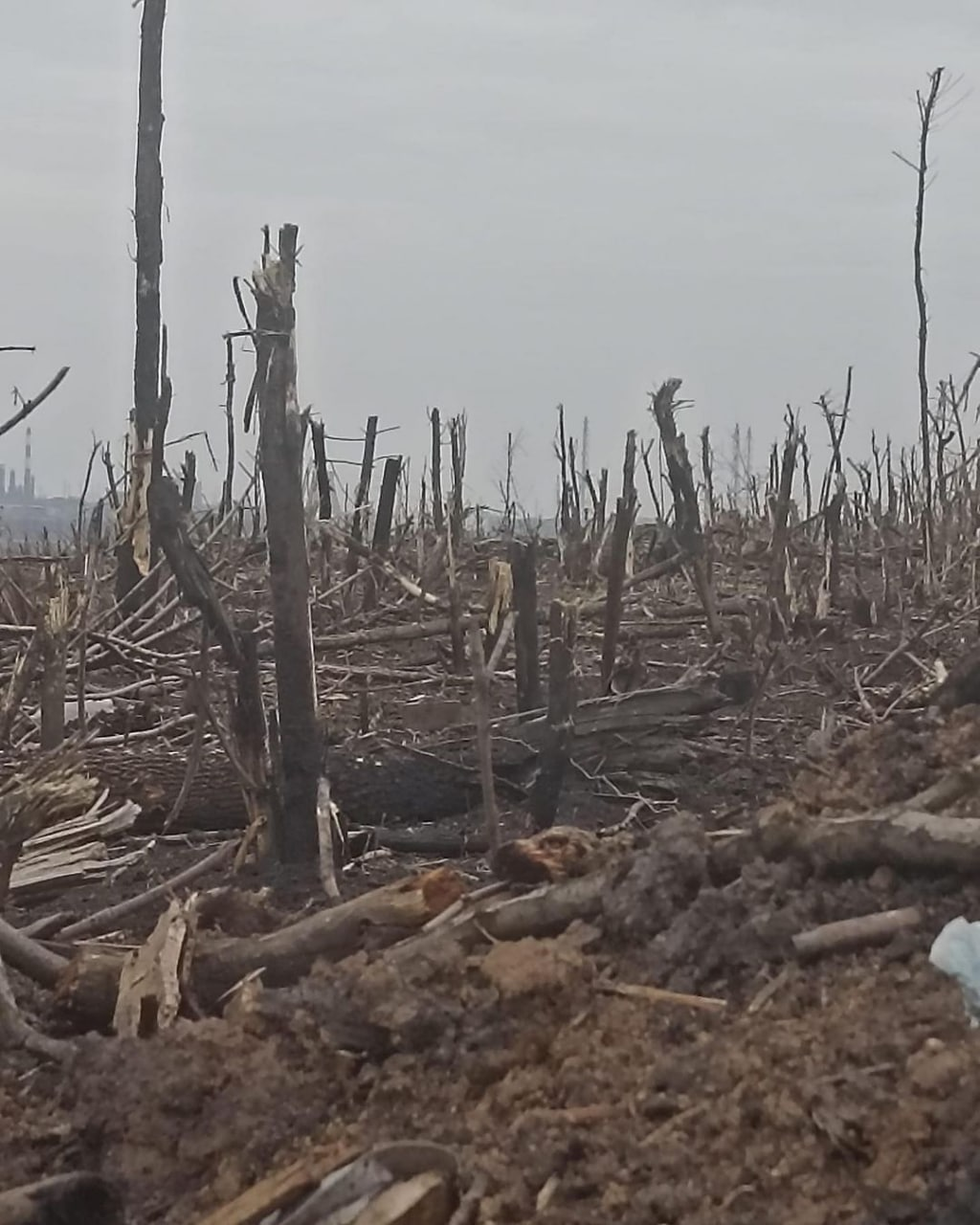
バフムート郊外の無人地帯

7月27日、バフムート近郊の火力発電所周辺で戦闘があり、ウクライナ軍が撤収した。イギリス国防省はロシア側の戦力を民間軍事会社ワグネル・グループであると分析した。
8月1日、ロシア軍はバフムートの南と南東の居住地に大規模な地上攻撃を開始した。ロシアのテレグラムチャンネルのVoennyi Osvedomelは、ロシア軍がバフムートから2km以内にいると主張して、野原で破壊された車両の映像を公開した。ロシア国防省は、バフムートでの戦いと攻撃が始まったと発表した。翌日、ロシア連邦軍はバフムートの南東で一定の成功を収め、バフムートの北東と南東で攻撃作戦を続けた。ウクライナ軍参謀本部は、伝えられるところではロシア連邦軍航空機が空爆を強化し、都市への地上攻撃を開始したと報告した。激しい戦闘が市の南東郊外で起きた。8月3日、ロシア連邦軍はコデマ、セミヒリヤ、トラウネヴェ、ヴィムカ、ベレストヴェ、バフムツケ、オピュトネの居住地方面からバフムート方面への空爆とミサイル攻撃を続けた。翌日の8月4日、ロシアのテレグラムチャンネルは、ロシアの砲兵隊に支援されたワグネルの傭兵が東側からバフムートのパトリス・ルムンバ通りへと突破し、バフムートとシヴェルシク間の道路上に築かれたウクライナ軍の道路封鎖が破壊されたことを発表した。
8月10日、ロシア軍は市の中心部を爆撃し、民間人7人が死亡、6人が負傷し、店舗、民家、高層ビルが被害を受けた。翌日、ロシア軍はヤコヴリウカ、バフムツケ、ザイツェヴェ、ヴェルシナ、ダチャの地域で攻撃を行いつつ前進し、ウクライナ軍の守備の突破を試みた。
10月8日、ウクライナの大統領ウォロディミル・ゼレンスキーは、現在も制圧を試みるロシア軍と防衛するウクライナ軍との間で激戦地となっていることを発表した。この10月頃には、バフムートを攻めるロシア軍の主力は民間軍事会社であるワグネルに置き換わっており、撤退が続くロシア軍の戦線の中で突出する形で維持されていた。
11月上旬までに、バフムート周辺の戦闘は塹壕戦に移り、泥沼の膠着状態に陥った。激しい砲撃と銃撃戦により毎日数百人の死傷者が出るこの地域は、「ウクライナ戦争で最も血まみれで残酷で残忍なセクター」とも言われた。また、ロシア側の主力であるワグネルの創設者は、「われわれの任務はバフムートそのものではなく、ウクライナ軍を破壊し、戦闘力を低下させることだ。（中略）この作戦は『バフムートの肉ひき機』と呼ばれるようになった」と発言している。
12月1日、ロシア軍は郊外の村を制圧（ソレダルの戦い）。一部部隊は多数の犠牲を出しながら市南部近郊に達した。ただし、ウクライナ側も度々押し返し、同月20日にはゼレンスキー大統領が訪米直前にバフムートを訪れて将兵を激励した。
2023年に入っても激戦が続いた。ウクライナ軍の指揮官は1月、ロシア側の兵力がワグネル・グループから、正規の空挺部隊に置き換わっていることを指摘している。
米欧諸国がウクライナに、バフムートから撤退して戦力を温存するよう助言したとも報道されたが、同国のゼレンスキー大統領は2月3日、バフムートは「要塞」であるとして徹底抗戦を宣言。ゼレンスキー大統領は2月15日、「可能な限り敵を破壊することが最も重要である」と記者会見で述べ、今後の反攻に備えてバフムートを死守してロシア軍を消耗させる方針を示唆した。
3月8日、ワグネルはバフムート中心部を流れるバフムートカ川の東側全域を完全に制圧したと発表。米英政府は「もしバフムートが陥落しても必ずしもロシアの優勢には繋がらない」とし、しばしば劣勢であることを否定しロシア側に多大な損害を与えていると主張したが同9日にはNATOのストルテンベルク事務総長が「バフムートは数日以内に陥落する可能性もある」と見解を一転した。ただし、米欧露各国の独立系ジャーナリストらは全体的に見て、2月の時点からウクライナ軍が戦略的劣勢にあり以前よりもロシア軍に対して日ごとに多大な損害を出しつつあるともした。
5月に近づくとロシアでは翌月の対独戦勝記念日 (5月9日)が意識され、それまでにバフムートの占領が果たせるよう攻勢が続いた。支配区域は拡大し、5月7日にはワグネルの指導者エフゲニー・プリゴジンは、バフムートの95％を制圧したと宣言したが、一方で前線には物資が十分に届かず、プリゴジンはビデオを通じて弾薬を届けるよう撤退をちらつかせながらロシア国防省幹部を罵った。結果的に戦勝記念日までに、ロシア軍らはバフムート市街地の完全占領は果たせず、翌5月10日には　ウクライナ陸軍第3強襲旅団がロシア軍第72自動小銃旅団を退却させたことを発表。プリゴジンもロシア軍が「逃走」したことを指摘し、ワグネルの部隊の側面ががら空きとなり危険にさらされていると非難した。
5月20日、プリゴジンは同市をロシア側が完全に制圧したと主張し、ロシア国防省も占領を発表したが、ウクライナ側はこれを否定。翌日にもゼレンスキー大統領が制圧を否定したが、プリゴジンは「最後の1cmまで占領した」と主張し、米戦争研究所もウクライナ軍が市の西側にある一部の要塞地域を除いて市内から撤退したと評価した。
6月、ワグネル・グループが撤退を開始したが、プリゴジンはロシア国防省がワグネルの退避ルートに数百個の地雷を仕掛けていたと発表し、国防省を非難した。ワグネルの交代部隊でロシア空挺軍の第76親衛空挺師団、第106親衛空挺師団、他2個旅団が投入された。
その後、2023年ウクライナの反転攻勢が行われたが、ウクライナ軍が奪還できたのはアンドリーウカやクリシチウカなど小地域に留まった。

## 評価
軍の上層部が全体の戦況を見通さず、現場の声に耳を貸さず、無理な局地戦を敷いた結果、数万人規模の死者が出たという点で第二次世界大戦中のインパール作戦に似ているとも称される。
軍事アナリストらはこの戦いを双方にとって消耗戦だったと特徴付けており、「双方とも消耗戦が有利だと考えた」としている。バフムートの戦いをしている脇で、ロシア軍は南部と北部の戦線を強化し、2022年秋に徴兵した30万人の兵士を訓練することに成功した。バフムートでの大規模な消耗の後、ロシアは西側のクラマトルスクやスロビアンスク方面への更なる前進を行うことができなかった一方、バフムートで経験豊富な兵士を使い続けたことでウクライナの攻撃能力も低下し、ウクライナの反攻時に西側の装備に頼る部隊よりも経験豊富な部隊が活きる南部戦線での成功を妨げた。
独立系アナリストや報道機関は、この消耗戦を全体的なロシアの勝利であり、戦略的なウクライナの敗北であるとみなした。米政府関係者は、不利な条件にもかかわらずウクライナがバフムート地域の立場を維持する決定を下したことに繰り返し懸念を表明し、一部の観測筋は、この戦闘でウクライナが被った大損害とその後の反攻作戦の失敗とを結びつけて考える者さえいた。つまり、反攻において、ロシアは強制徴募された囚人兵を失っただけでザポリージャ戦線の防衛を強化する時間を得たのに対し、ウクライナは前述の反攻作戦に直接的な全体的影響を与えた第93機械化旅団のような精鋭部隊を失ったことが影響したいうものである。